# Brassolis ornamentalis
Brassolis ornamentalis is een vlinder uit de familie Nymphalidae. De wetenschappelijke naam van de soort is voor het eerst geldig gepubliceerd in 1906 door Hans Ferdinand Emil Julius Stichel.